# The Lake of Darkness
The Lake of Darkness is een roman van de Britse schrijfster Ruth Rendell, uitgegeven in 1980. Rendell heeft in 1981 de Arts Council National Book Award voor Fictie voor het boek ontvangen.
De titel is afgeleid van een citaat uit het boek King Lear, van William Shakespeare:
"Frateretto calls me; and tells me Nero is an angler in the lake of darkness. Pray, innocent, and beware the foul fiend".

## Inhoud
Als Martin Urban de loterij wint, besluit hij om het geld te gebruiken om anderen te helpen. Hij ontmoet op een dag Francesca. Zij blijkt eigenlijk een oplichtster te zijn die een relatie heeft met zijn vriend Tim. Martin Urban denkt dat Tim homoseksueel is, maar dit blijkt allemaal een spel te zijn om Martin geld afhandig te maken. Op een dag ontmoet Martin Urban Finn, die hij wil helpen omdat hij arm is. Hij stuurt hem geld in een krant, waarin toevallig een adres omcirkeld staat. Finn denkt dat hij dit geld krijgt omdat hij de naam die in de krant omcirkeld staat moet vermoorden. Dit blijkt Francesca te zijn. Martin heeft met Finn afgesproken om het bedrag in twee keer te betalen. Wanneer Finn Fransesca heeft vermoord en na de eerste betaling niks meer hoort van Martin, besluit hij om hem op te zoeken. Nadat Martin Finn heeft binnengelaten, komt het tot een vechtpartij. Onbedoeld zorgt Finn ervoor dat Martin Urban over het balkon valt en na een val op de grond dood neervalt.